# Manuel García de Santiago

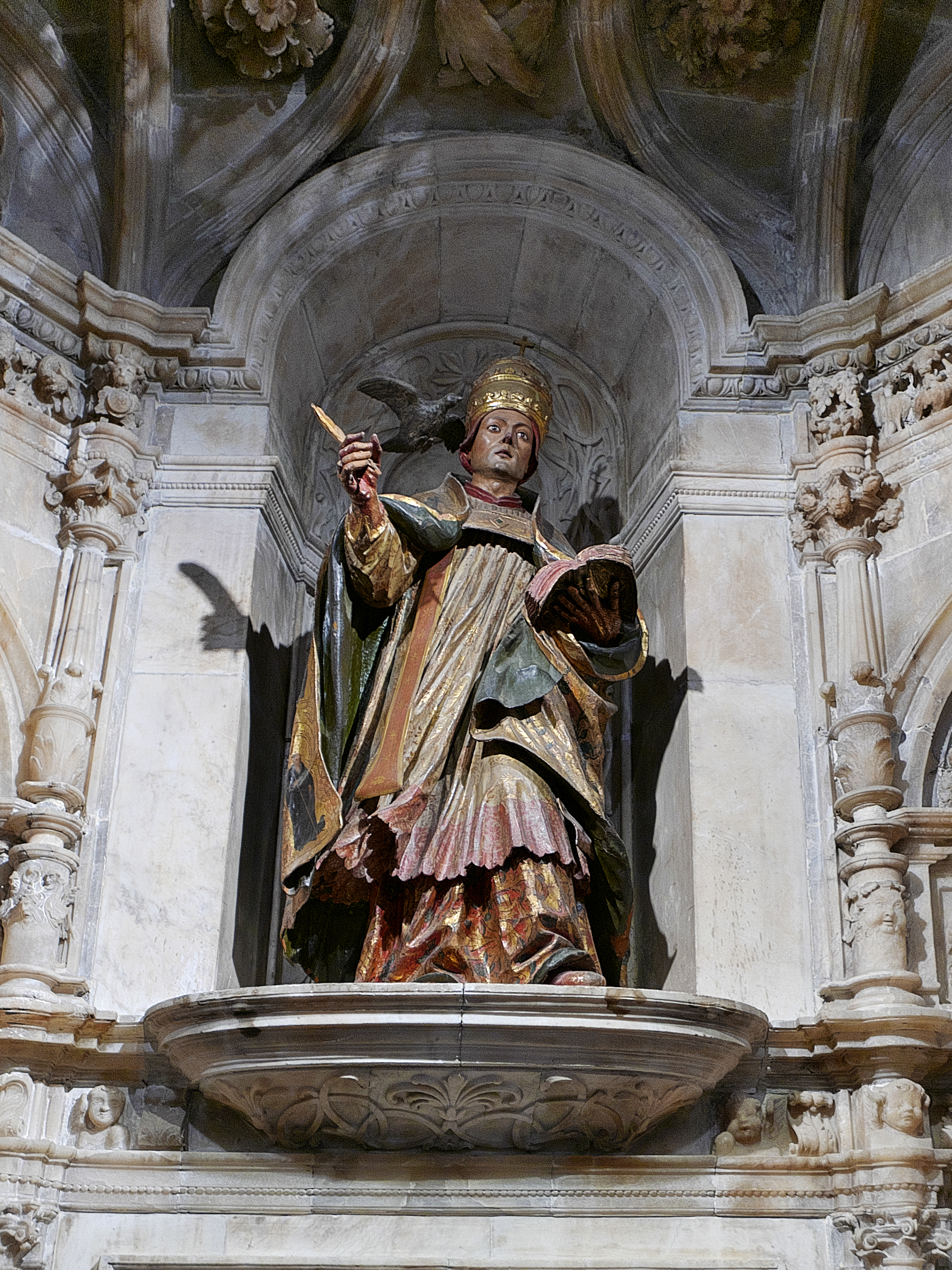
San Gregorio, Capilla de San Gregorio (Catedral de Sevilla)

Manuel García de Santiago (Sevilla, 17 de abril de 1710-Sevilla, 19 de septiembre de 1802) fue un arquitecto de retablos y escultor español del Barroco tardío. Fue uno de los escultores más reconocidos y solicitados de la ciudad en su tiempo. Aprendió el oficio en el taller de su padre, Bartolomé García de Santiago.
El primogénito de Manuel, Juan Bartolomé García de Santiago, también fue imaginero y retablista.

## Biografía

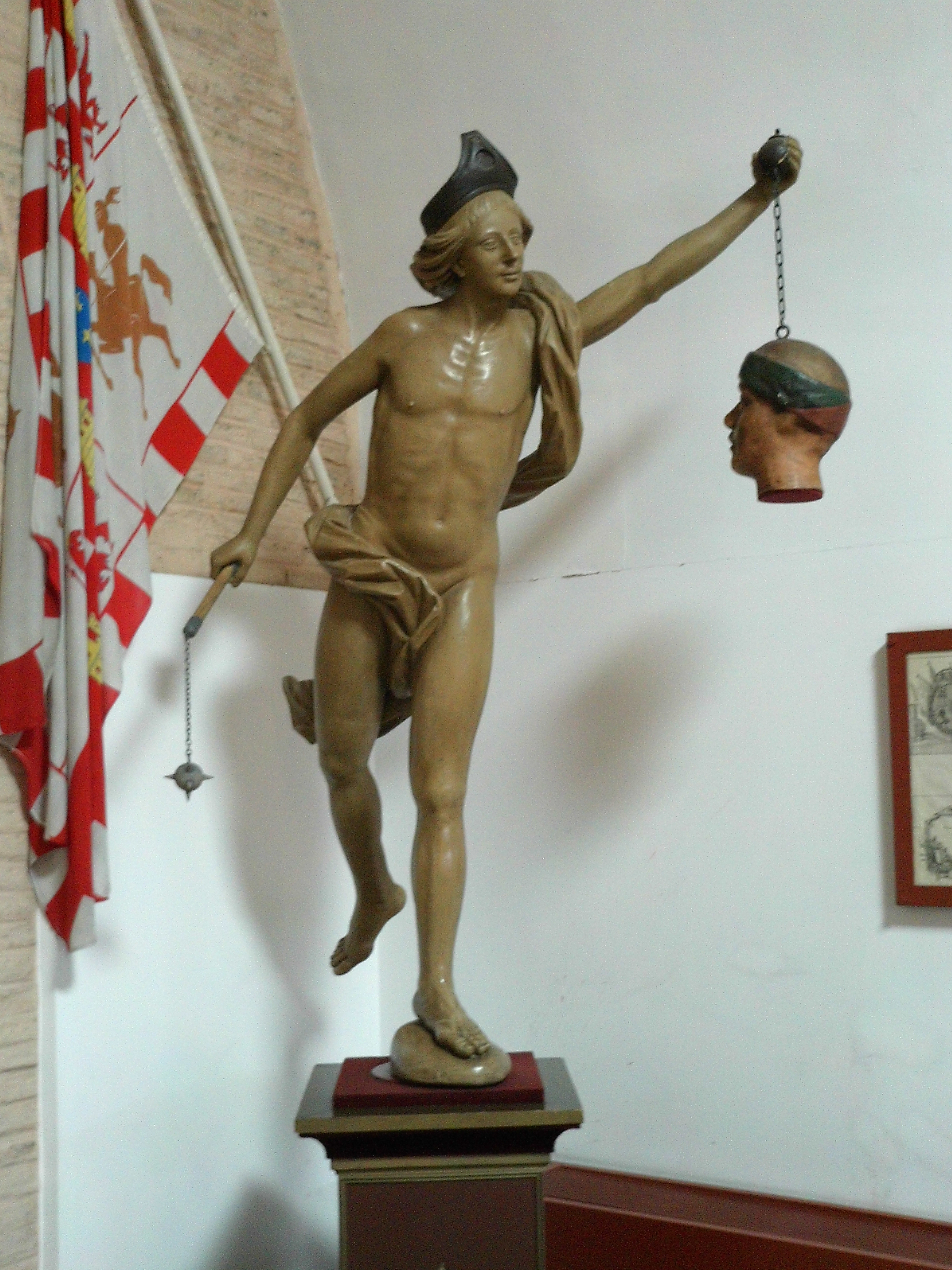
Mercurio. Se trata de un estafermo que servía para que los caballeros hicieran blanco en la cabeza con las lanzas. Museo de la Real Maestranza de Caballería de Sevilla.

Fue bautizado el 29 de abril de 1710 en la Iglesia de la Magdalena como Manuel Francisco Esteban. Su padre fue el imaginero y retablista Bartolomé García de Santiago y su madre Inés María Rodríguez de Castilla. Manuel fue el segundo de, al menos, seis hermanos.
Manuel comenzó a trabajar ayudando a su padre y a José Fernando de Medinilla, con el cual su padre trabajó en multitud de ocasiones.
En 1731 se casó con María de Algara. Tras contraer matrimonio, se trasladó a vivir a la collación de San Roque. En 1734 tuvieron como hijo a Juan Bartolomé, bautizado en la Iglesia de San Roque, en 1737 a Manuela y en 1739 a Felipa. Posteriormente, debieron tener otros hijos, aunque solo hay constancia de otro más llamado Bartolomé.
En 1761 se trasladó a vivir a la collación de San Román. Su esposa enfermó y falleció en 1770. En 1788 se trasladó a vivir en la collación de Santiago el Mayor.
Consta que estuvo entre los artistas más valorados de la ciudad, junto a Cayetano de Acosta, llegando a cobrar prácticamente el doble que Cristóbal Ramos por sus encargos. En 1793 se le llegó a considerar el mejor artista de la ciudad, cuando le encomendaron hacer las imágenes para el retablo mayor de estuco de la Iglesia de Omnium Sanctorum.
Al final de su vida, abandonará prácticamente la elaboración de retablos para centrarse en la imaginería.

## Obra documentada

### Esculturas
- 1749. Esculturas para el retablo mayor de la iglesia del Convento de Santa María de los Reyes de Sevilla. Solo se conservan dos ángeles mancebos portando cuernos de la abundancia de la cabra Amaltea en el presbiterio de la iglesia del Monasterio de Santa María la Real de Bormujos.[18]
- Hacia 1750. Santas Justa y Rufina. Capilla de Santiago de la Catedral de Sevilla. Desaparecidas.[19]
- 1756. Simón de Cirene y andas procesionales para la Hermandad de Nuestro Padre Jesús Nazareno y Nuestra Señora de la Soledad. Olivares. La escultura de Simón de Cirene se conserva en la casa hermandad. Las andas procesionales han desaparecido.[20]
- 1761. Ángeles lampareros. Capilla de Jesús Nazareno de la Iglesia de San Bartolomé. Carmona.[21]
- 1767. San Gregorio. Capilla de San Gregorio (una de las Capillas de los Alabastros) de la Catedral de Sevilla.[22]
- 1767. San Jerónimo y San Agustín. Iglesia de San Felipe. Carmona. Desaparecidos.[23]
- Hacia 1777. San José. Nave del Evangelio de la Iglesia de San Felipe. Carmona.[24]
- Hacia 1777. San Isidro Labrador. Nave del Evangelio de la Iglesia de San Bartolomé. Carmona.[24]
- 1785. Virgen de la O. Iglesia de Nuestra Señora de la O. Chipiona.[25]
- 1789. Jesús atado a la columna. Nave de la epístola de la Iglesia de Santiago. Carmona.[26]
- 1792. San Mateo y San Teodomiro. Iglesia de Santa María. Carmona. Desaparecidos.[27]
- 1793. Esculturas para el retablo mayor de la Iglesia de Omnium Sanctorum. Sevilla. Desaparecidas.[28]
- 1793. Virgen de los Dolores y Cristo de los Desamparados. Iglesia de San Sebastián. Higuera de la Sierra.[29]
- 1793. Mercurio. Museo de la Real Maestranza de Caballería de Sevilla. Policromado por Ignacio Vázquez.[30]

### Retablos

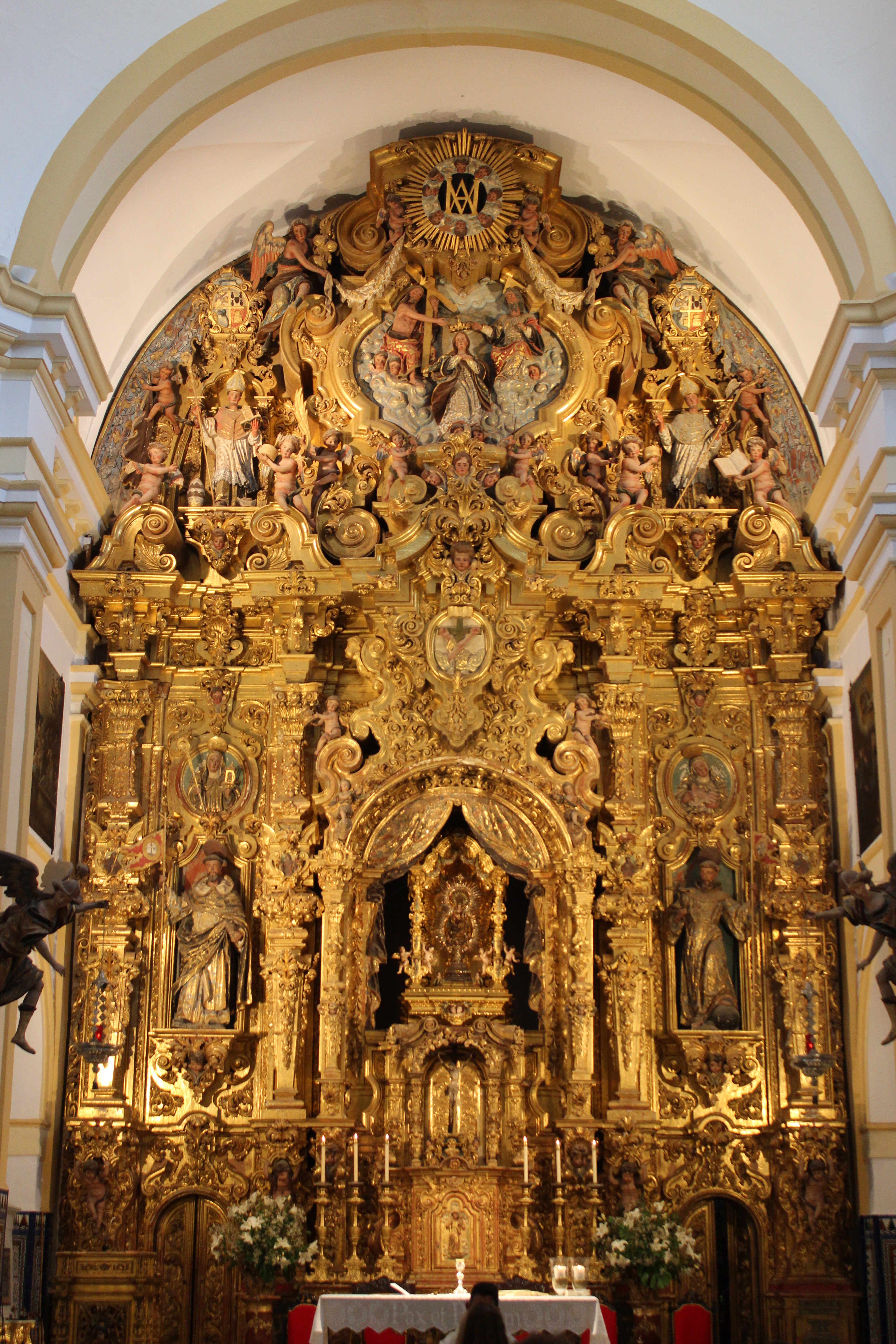
Retablo mayor de la iglesia del Convento de Nuestra Señora de Loreto en Espartinas.

- 1749. Retablo mayor de la iglesia del Convento de Nuestra Señora de Loreto. Espartinas. La obra fue promovida por el anterior lector y guardián del convento, Francisco de San Buenaventura, que entonces era obispo de Cuba, Florida, Yucatán y Guadalajara, y lo hizo a través del presbítero Bartolomé Marín, de Villanueva del Ariscal.[31]
- 1751. Restauración del retablo de la Virgen del Pilar. Capilla de Nuestra Señora del Pilar de la Catedral de Sevilla.[32]
- 1752. Restauración del retablo de la Inmaculada Concepción. Capilla de la Inmaculada Concepción de la Catedral de Sevilla.[33]
- 1752. Retablo de San Hermenegildo. Capilla de San Hermenegildo de la Catedral de Sevilla.[33] Se comprometió a realizarlo por 18.000 reales. Curiosamente, está presidido por una talla del santo titular de la capilla que es obra de su padre Bartolomé García de Santiago. Según las cláusulas pactadas, la composición debía tener 14 varas de altura, estar realizada en pino de Flandes de la mejor calidad y el plazo de entrega se establecía en 11 meses.[34]
- 1572. Retablo de San José. Nave de la epístola de la Colegiata de Olivares.[35]
- 1753. Retablos de San Miguel y Santo Domingo. Naves laterales de la iglesia del Convento de Santa María de los Reyes. Sevilla. Desaparecidos.[35]
- 1755. Trabajo sin identificar y desaparecido. Iglesia del Convento de San Antonio del Valle. Las Navas de la Concepción.[36]
- 1755. Retablo de la Virgen del Rosario. Nave de la epístola de la Colegiata de Olivares.
- 1758. Retablo de Santa Librada. Capilla de San Hermenegildo de la Catedral de Sevilla. Desaparecido.[37]
- 1761. Retablo mayor de la Iglesia de San Roque. Sevilla. Desaparecido.[38]
- Hacia 1760-1770. Retablo mayor de la Iglesia de Nuestra Señora de la Granada. Fuente de Cantos.[39]
- Hacia 1770-1771. Retablo mayor de la iglesia del Convento de Nuestra Señora del Valle. Sevilla. Desaparecido.[40]
- 1771. Retablo de Nuestra Señora de la Esperanza. Cabecera de la nave de la epístola de la Iglesia de Santiago. Sevilla.[41]
- 1773. Retablo de San Juan Nepomuceno. Nave lateral de la Iglesia de Santiago. Sevilla. Desaparecido.[42]
- 1774. Retablo de Jesús del Gran Poder. Pies de la nave de la epístola de la Iglesia de San Lorenzo. Sevilla. Desaparecido.[43]